# Redd Foxx
John Elroy Sanford, beter bekend als Redd Foxx (Saint Louis (Missouri), 9 december 1922 - Los Angeles (California, 11 oktober 1991) was een Amerikaans komediespeler. 
Hij maakte naam als acteur in de televisieserie Sanford and Son als Fred Sanford. Hij had het toen al gemaakt als stand-upcomedian.
Tijdens de generale repetities in de Paramount Studio voor The Royal Family kreeg hij een hartaanval. Door zijn gedrag dacht iedereen dat hij een grap uithaalde, maar het bleek echt een hartaanval te zijn. Hij vroeg naar zijn (vierde) vrouw Ka Ha Cho. Onderweg naar het Hollywood Presbyterian Hospital overleed hij op 68-jarige leeftijd.
Hij kreeg daarna zijn eigen ster aan de St. Louis Walk of Fame en werd begraven in Palm Memorial Park in Las Vegas.

## Film
- All the Fine Young Cannibals (1960)
- Cotton Comes to Harlem (1970)
- Norman... Is That You? (1976)
- Harlem Nights (1989)

### Televisie
- Sanford and Son (1972–77)
- The Redd Foxx Comedy Hour (1977–78)
- On Location with Redd Foxx (1978)
- Sanford (1980–81)
- Viva Shaf Vegas (1986)
- The Redd Foxx Show (1986)
- Ghost of a Chance (1987)
- The Royal Family (1991)

- Biblioteca Nacional de España: XX1654425
- Bibliothèque nationale de France: cb140223860 (data)
- CiNii: DA17130758
- Gemeinsame Normdatei: 115667512
- International Standard Name Identifier: 0000 0000 5519 021X
- Library of Congress Control Number: n80049896
- MusicBrainz: 44bb0129-80b1-40ec-8c98-348a0aa7862f
- Nationale Bibliotheek van Tsjechië: xx0079916
- Nederlandse Thesaurus van Auteursnamen: 071819118
- SNAC: w676713g
- Virtual International Authority File: 64204806
- WorldCat: E39PBJmTjHV8rgD7jfhTFbVcT3